# Рамон Медіна Бельйо
Рамон Медіна Бельйо (ісп. Ramón Medina Bello, нар. 29 квітня 1966, Гвалегвай) — аргентинський футболіст, що грав на позиції нападника. Футболіст року в Аргентині (1993).
Виступав, зокрема, за клуб «Рівер Плейт», з яким став шестиразовим чемпіоном Аргентини, а також володарем Кубка і Суперкубка Лібертадорес, і національну збірну Аргентини, у складі якою став дворазовим володарем Кубка Америки та учасником чемпіонату світу.

## Клубна кар'єра
У дорослому футболі дебютував 1986 року виступами за команду клубу «Расинг» (Авельянеда), в якій провів три сезони, взявши участь у 108 матчах чемпіонату і у 1988 році виграв перший Суперкубок Лібертадорес.
Своєю грою за цю команду привернув увагу представників тренерського штабу «Рівер Плейта», до складу якого приєднався 1989 року. Відіграв за команду з Буенос-Айреса наступні чотири з половиною сезони своєї ігрової кар'єри. Більшість часу, проведеного у складі «Рівер Плейта», був основним гравцем атакувальної ланки команди і одним з головних бомбардирів команди, маючи середню результативність на рівні 0,44 гола за гру першості, і допоміг команді тричі виграти чемпіонат Аргентини.
На початку 1994 року вирушив до Японії, де виступав протягом двох сезонів за клуб «Йокогама Ф. Марінос», вигравши з командою Джей-лігу у сезоні 1995 року.
У 1996 році Бельйо повернувся в «Рівер Плейт», з яким виграв ще три чемпіонати Аргентини, а також став володарем Кубка (1996) і Суперкубка Лібертадорес (1997) 
Згодом виступав за «Тальєрес», де і завершив свою професійну кар'єру футболіста у 1999 році. Проте через два роки відновив свою кар'єру, і був заявлений за клуб четвертого аргентинського дивізіону «Спортіво Док Суд». У 2005 році виступав за клуб «Хувентуд Уніда» з Гвалегвайчу, після чого остаточно пішов з футболу.

## Виступи за збірну
1991 року дебютував в офіційних матчах у складі національної збірної Аргентини. 
У складі збірної був учасником двох Кубів Америки — 1991 року у Чилі та 1993 року в Еквадорі, здобувши на кожному з них титул континентального чемпіона. Крім того, був учасником чемпіонату світу 1994 року у США, де  виходив на поле в 2-х матчах, проти збірних Болгарії (0:2) (на 67-й хвилині замінив Леонардо Родрігеса) і Румунії (2:3) (на 67-й хвилині замінив Роберто Сенсіні).
Всього протягом кар'єри у національній команді, яка тривала 4 роки, провів у формі головної команди країни 18 матчів, забивши 5 голів.
|           |                     |                      | Ліга | Ліга |
| Сезон     | Клуб                | Ліга                 | Ігри | Голи |
| Аргентина | Аргентина           | Аргентина            | Ліга | Ліга |
| --------- | ------------------- | -------------------- | ---- | ---- |
| 1988/89   | Рівер Плейт         | Прімера              | 2    | 0    |
| 1989/90   | Рівер Плейт         | Прімера              | 32   | 9    |
| 1990/91   | Рівер Плейт         | Прімера              | 29   | 8    |
| 1991/92   | Рівер Плейт         | Прімера              | 31   | 6    |
| 1992/93   | Рівер Плейт         | Прімера              | 37   | 16   |
| 1993/94   | Рівер Плейт         | Прімера              | 9    | 8    |
| Японія    | Японія              | Японія               | Ліга | Ліга |
| 1994      | Йокогама Ф. Марінос | Джей-ліга            | 30   | 15   |
| 1995      | Йокогама Ф. Марінос | Джей-ліга            | 40   | 21   |
| Аргентина | Аргентина           | Аргентина            | Ліга | Ліга |
| 1995/96   | Рівер Плейт         | Прімера              | 10   | 2    |
| 1996/97   | Рівер Плейт         | Прімера              | 10   | 1    |
| 1997/98   | Рівер Плейт         | Прімера              | 20   | 7    |
| 1997/98   | Тальерес (Кордова)  | Прімера B Насьйональ | 12   | 3    |
| 1998/99   | Тальерес (Кордова)  | Прімера              | 14   | 0    |
| 2001/02   | Спортіво Док Суд    |                      | 11   | 5    |
| 2002/03   | Спортіво Док Суд    |                      | 0    | 0    |
| 2003/04   | Спортіво Док Суд    |                      | 0    | 0    |
| 2004/05   | Хувентуд Уніда      |                      | 0    | 0    |
| 2005/06   | Хувентуд Уніда      |                      | 10   | 6    |
| Країна    | Аргентина           | Аргентина            | 227  | 71   |
| Країна    | Японія              | Японія               | 70   | 36   |
| Усього    | Усього              | Усього               | 297  | 107  |

| Аргентина | Аргентина | Аргентина |
| Рік       | Ігри      | Голи      |
| --------- | --------- | --------- |
| 1991      | 4         | 0         |
| 1992      | 2         | 1         |
| 1993      | 8         | 4         |
| 1994      | 3         | 0         |
| Всього    | 17        | 5         |

## Титули і досягнення
- Чемпіон Аргентини (6):

«Рівер Плейт»: 1989–90, Апертура 1991, Апертура 1993, Апертура 1996, Клаусура 1997, Апертура 1997
- Володар Кубка Лібертадорес (1):

«Рівер Плейт»: 1996
- Володар Суперкубка Лібертадорес (1):

«Расинг» (Авельянеда): 1988
«Рівер Плейт»: 1997
- Володар Кубка Америки (2):

Аргентина: 1991, 1993